# 加泰隆尼亞社會主義者黨
加泰隆尼亞社會主義者黨，简称加泰社會黨（PSC–PSOE），是西班牙加泰罗尼亚的一个中間偏左的社會民主主義政黨，1978年成立。該黨為西班牙工人社會黨的分支政黨，亦支持加泰罗尼亚留在西班牙。

## 外部連結
- 官方网站